# Karima Souid
Pour les articles homonymes, voir Souid.
Karima Souid (arabe : كريمة سويد), née le 4 avril 1971 à Lyon, est une femme politique tunisienne, membre de la Voie démocratique et sociale.

## Biographie
Née le 4 avril 1971 dans le troisième arrondissement de Lyon, elle est titulaire d'un baccalauréat philosophie et lettres, puis suit des études supérieures dans le tourisme. Elle devient ensuite cheffe de projet senior dans une entreprise de tourisme d’affaires et d'événementiel.
Après la révolution de 2011, elle adhère en février à Ettakatol puis est élue, lors de l'élection de l'assemblée constituante, le 23 octobre 2011, comme représentante de la deuxième circonscription de la France.
Elle est nommée comme assesseur chargée de la communication, de l'information, et des relations avec les médias au sein de l'assemblée constituante. De ce fait, elle est membre du bureau de l'assemblée et de la conférence des présidents. 
Le 5 février 2013, elle démissionne d'Ettakatol et devient indépendante, quittant ainsi la coalition politique de la troïka. Le 23 mars, elle rejoint la Voie démocratique et sociale connu sous le nom d'El Massar. En 2014, elle quitte définitivement la vie politique et vit auprès de sa famille à Lyon.
En 2014, elle est décorée des insignes de chevalier de l'Ordre tunisien du Mérite.